# سلمان اسدی
سلمان اسدی دولتمرد و از مدیران اقتصادی دوران پهلوی، وزیر کار و تبلیغات، سناتور و نماینده مجلس شورای ملی بود.
پدرش محمدولی خان مصباح‌السلطنه منشی و محرر شوکت‌الملک علم خان بزرگ بیرجند و قائنات بود که چندی هم مستوفی و سپس نایب‌الحکومه قائنات شد و از سیستان به نمایندگی مجلس رسید. او سلمان را که فرزند ارشدش بود برای تحصیل به اروپا فرستاد. سلمان پس از کسب لیسانس در رشته علوم سیاسی و اقتصاد از دانشگاه کمبریج به ایران بازگشت و در سال ۱۳۰۹ به جای پدرش که نایب‌التولیه آستان قدس رضوی شده بود، به نمایندگی سیستان به مجلس شورای ملی رفت (دوره هشتم).
اسدی دوره بعد نیز نماینده سیستان در مجلس بود. در اواخر آن دوره در دی ۱۳۱۳ به مدیریت بانک فلاحت منصوب شد که تازه تشکیل شده بود و برادرش علی‌اکبر به جای او در دوره دهم به مجلس رفت. در پی قیام مسجد گوهرشاد که به کشتار ۲۱ تیر ۱۳۱۴ انجامید، تقصیر قیام به گردن پدرش افتاد. او از نیابت تولیت برکنار و محاکمه و در ۲۹ آذر ۱۳۱۴ در مشهد تیرباران شد. سلمان اسدی هم پس از اعدام پدرش مدتی زندانی شد و سپس در بیرجند در شرایط نامساعدی تحت نظر بود.
پس از شهریور ۱۳۲۰ سلمان اسدی دوباره به زندگی سیاسی بازگشت. ابتدا سید محمد تدین وزیر فرهنگ او را به ریاست اداره تبلیغات گمارد، سپس در کابینه قوام‌السلطنه به معاونت وزارت خواروبار منصوب شد. دکتر میلسپو که به عنوان مستشار برای ریاست مالیه به ایران آمد، اسدی را معاون خود کرد. در کابینه اول حکیم‌الملک معاون نخست‌وزیر بود. سپس مدیرعامل بانک صنعتی و معدنی ایران و بالاخره وزیر کار و تبلیغات کابینه قوام‌السلطنه شد. در بهمن ۱۳۲۴ عضو هیئتی بود که به همراه قوام‌السلطنه به مسکو رفت و مذاکرات اقتصادی به عهده وی بود.
در انتخابات دوره پانزدهم مجلس شورای ملی اسدی از مشهد انتخاب شد. سپس مدتی رئیس شرکت معاملات خارجی و رئیس هیئت مدیره و مدیرعامل بانک رفاه کارگران بود. در دوره چهارم مجلس سنا در سال ۱۳۴۲ به نمایندگی خراسان انتخاب شد و نمایندگان مجلس سنا او را به عنوان عضو هیئت نظارت بر اندوخته اسکناس و عضو هیئت نظارت بر سازمان برنامه برگزیدند. او پیش از پایان این دوره به مرض سرطان درگذشت و در مشهد به خاک سپرده شد. هنگام فوت ۶۵ سال داشت. چند ماه پیش از مرگ به عنوان عضو هیئت پارلمانی به کانادا رفت.
سلمان اسدی اهل قلم بود و در مطبوعات مقالاتی می‌نوشت. دو بار ازدواج کرد اما صاحب فرزند نشد. همسر اولش دختر مرتضی‌قلی خان نائینی بود که قبل از پدرش نیابت تولیت آستان قدس رضوی را داشت. چند سال قبل از مرگش در آستانه شصت سالگی با دختر جوانی ازدواج کردکه پدرش لهستانی بود و هادویگر نام داشت. از اسدی به عنوان یکی از رجال مطلع و تحصیلکرده و صدیق یاد می‌شود که با اینکه از پدرش ثروت زیادی باقی مانده بود، هنگام مرگ چیزی نداشت.